# Nembrotha
Nembrotha is een geslacht van weekdieren uit de klasse van de Gastropoda (slakken).

## Soorten
- Nembrotha aurea Pola, Cervera & Gosliner, 2008
- Nembrotha chamberlaini Gosliner & Behrens, 1997
- Nembrotha cristata Bergh, 1877
- Nembrotha kubaryana Bergh, 1877
- Nembrotha lineolata Bergh, 1905
- Nembrotha livingstonei Allan, 1933
- Nembrotha megalocera Yonow, 1990
- Nembrotha milleri Gosliner & Behrens, 1997
- Nembrotha mullineri Gosliner & Behrens, 1997
- Nembrotha purpureolineata O'Donoghue, 1924
- Nembrotha rosannulata Pola, Cervera & Gosliner, 2008
- Nembrotha yonowae Goethel & Debelius, 1992

Niet geaccepteerde soort:
- Nembrotha edwardsi geaccepteerd as Crimora edwardsi (Angas, 1864)